# Katharina Eyssen
Katharina „Kati“ Eyssen (* 1983 in Starnberg) ist eine deutsche Schauspielerin und Drehbuchautorin.

## Leben
Eyssen studierte von 2005 bis 2010 an der Hochschule für Fernsehen und Film in der Abteilung Drehbuch und Dramaturgie in München. Ihre Mutter ist die Filmregisseurin Vivian Naefe und ihr Vater ist der Drehbuchautor Remy Eyssen.
Seit 2018 ist sie Mitglied der Deutschen Filmakademie.

## Filmografie (Auswahl)

### Darstellung
- 1995: Tatort: Blutiger Asphalt
- 2002: Bibi Blocksberg
- 2002: So schnell du kannst (Fernsehfilm)
- 2003: Raus ins Leben (Fernsehfilm)
- 2005: Wellen (Fernsehfilm)
- 2006: Die Wilden Hühner
- 2006: Fünf-Sterne-Kerle inklusive (Fernsehfilm)
- 2008: Mit einem Schlag (Fernsehfilm)
- 2009: Die Wilden Hühner und das Leben
- 2012: Der Doc und die Hexe (Fernsehserie, 2 Folgen)

### Drehbuch
- 2013: Heute bin ich blond
- 2016: Seitenwechsel
- 2017: Rockstars zähmt man nicht (Fernsehfilm)
- 2017: Ein Dorf rockt ab (Fernsehfilm)
- 2019: Rate Your Date
- 2019: Zeit der Geheimnisse
- 2022: Der Barcelona-Krimi: Der längste Tag (Fernsehreihe)
- 2022: Die Kaiserin

## Werke
- Katharina Eyssen: Alles Verbrecher. Verlagsgruppe Random House GmbH, München 2011, ISBN 978-3-641-05349-9.

## Auszeichnungen
- 2011: Bayerischer Kunstförderpreis für Alles Verbrecher